# Inglés aeronáutico
El inglés aeronáutico, conocido también como inglés para la aviación (en inglés Aviation English) es una modalidad del inglés con propósitos específicos para el sector aeronáutico y que engloba, por esto, estructuras gramaticales, definiciones y terminologías propias de este campo. La Organización de Aviación Civil Internacional (OACI) en 2003 estableció que el idioma inglés debía estar disponible para las comunicaciones radiotelefónicas de todo vuelo transfronterizo. Por esto, se le exige a los pilotos, controladores de tránsito aéreo y operadores de estaciones aeronáuticas de servicio móvil y servicio fijo tener un dominio del inglés que garantice la seguridad operacional (SMS) en las comunicaciones. El inglés aeronáutico como parte del “inglés para propósitos específicos”, es un lenguaje diseñado para el uso de fraseologías aeronáuticas; que le da importancia al dominio de la fluidez, comprensión e interacción; a la vez que brinda los métodos para aprender tal lenguaje formulado, de acuerdo a las pautas normadas por la OACI. 
El inglés aeronáutico es un código especializado diseñado y basado en el idioma inglés; cuyos vocabularios, terminologías, frases envuelven una variedad de situaciones lingüísticas. Esto último significa que la enseñanza del mismo esta dirigida a una población particular.
Esta modalidad, brinda la implementación de la competencia lingüística (LPR). Esto significa una destreza comunicativa necesaria que deben demostrar los profesionales de la aviación, generalmente por aquellos que laboran como controladores de tránsito aéreo, operadores de estaciones aeronáuticas de servicio móvil y servicio fijo y pilotos. Hablar en inglés, en tiempos modenos, debe ser considerado una necesidad, ya que ocupan un lugar destacado dentro de las comunicaciones y las informaciones en el área de las operaciones aeroportuarias y el transporte aéreo. Este idioma dejó de ser hace mucho tiempo un simple punto a favor en el currículo vitae de cualquier piloto aviador que se pretenda postular a una línea aérea y ya es un requisito vital para proporcionar la mejor seguridad operacional para él, su tripulación y sus pasajeros.   

## La Competencia Lingüística (LPR)
A raíz de muchos accidentes fatales, en las cuales el factor lingüístico fue uno de los elementos para tales tragedias, entre las cuales se pueden citar: Avianca 52, en 1990; American Airlines 965, en 1995; así como el accidente más trágico en la historia de la aviación comercial en el Aeropuerto Los Rodeos en 1977. Estos no han sido los únicos con resultados letales, pero se han sido mencionados en reiteradas ocasiones para estipular normativas en materia de la LPR. 
Es por ello, que se decreto el 1 de enero de 2008 los Estados contratantes de la OACI (organización especializada de la ONU la cual promueve el desarrollo seguro y ordenado de la aviación civil internacional), debían implementar los procedimientos para cumplir con las provisión en la materia. Así como se ha sostenido que el Inglés Aeronáutico tiene que ver con el proceso de enseñanza y aprendizaje del mismo, todo proceso cognoscitivo requiere un procedimiento de evaluación que permita medir el alcance de los conocimientos logrados; en ente caso por la profesionales del sector aeronáutico que emplea las radiocomunicaciones o la radiotelefonía en vuelos internacionales donde el idioma principal utilizado por alguna de las partes  sea un idioma tercero. Por esa razón la OACI dicto los parámetros para la Evaluación de Competencia Lingüística y así medir, alificar con un número y un descriptor la calidad de la destreza comunicativa audio-oral de los profesionales ya mencionados.